# 于山国

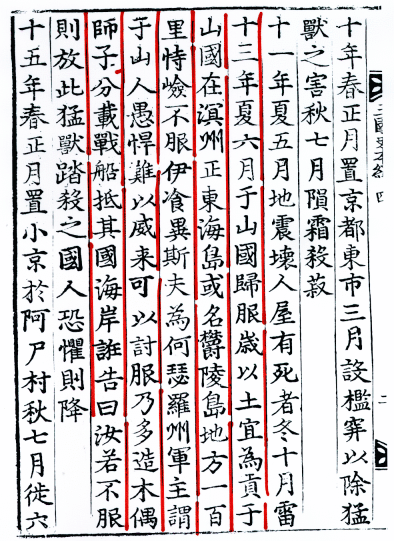
《三国史记·新罗本纪第四》

于山国（韓語：우산국）是一個在朝鲜三国时代存在的國家，领土包括了鬱陵島和附近岛屿。据《三国史记》所说，其于512年被新罗将军异斯夫征服。于山国罕见于史料，在930年被高句丽征服前似乎一直维持着基本自治的状态。

## 历史

### 郁陵传说
郁陵岛的一个传说讲述了关于于海王的故事。于海王非常强大，入侵对马岛并消灭了日本海盗。对马首领为将要凯旋的于海王举办了盛大的宴会，建议两国建立友好的外交关系，并请于海王娶三女儿豊美女为妻。之后几年内，于山国便开始走向衰落。

### 历史记录
《三国志·魏书·乌丸鲜卑东夷传·东沃沮传》
 
王颀别遣追讨宫，尽其东界。问其耆老：“海东复有人不？”耆老言国人尝乘船捕鱼，遭风见吹数十日，东得一岛，上有人，言语不相晓，其俗常以七月取童女沈海。

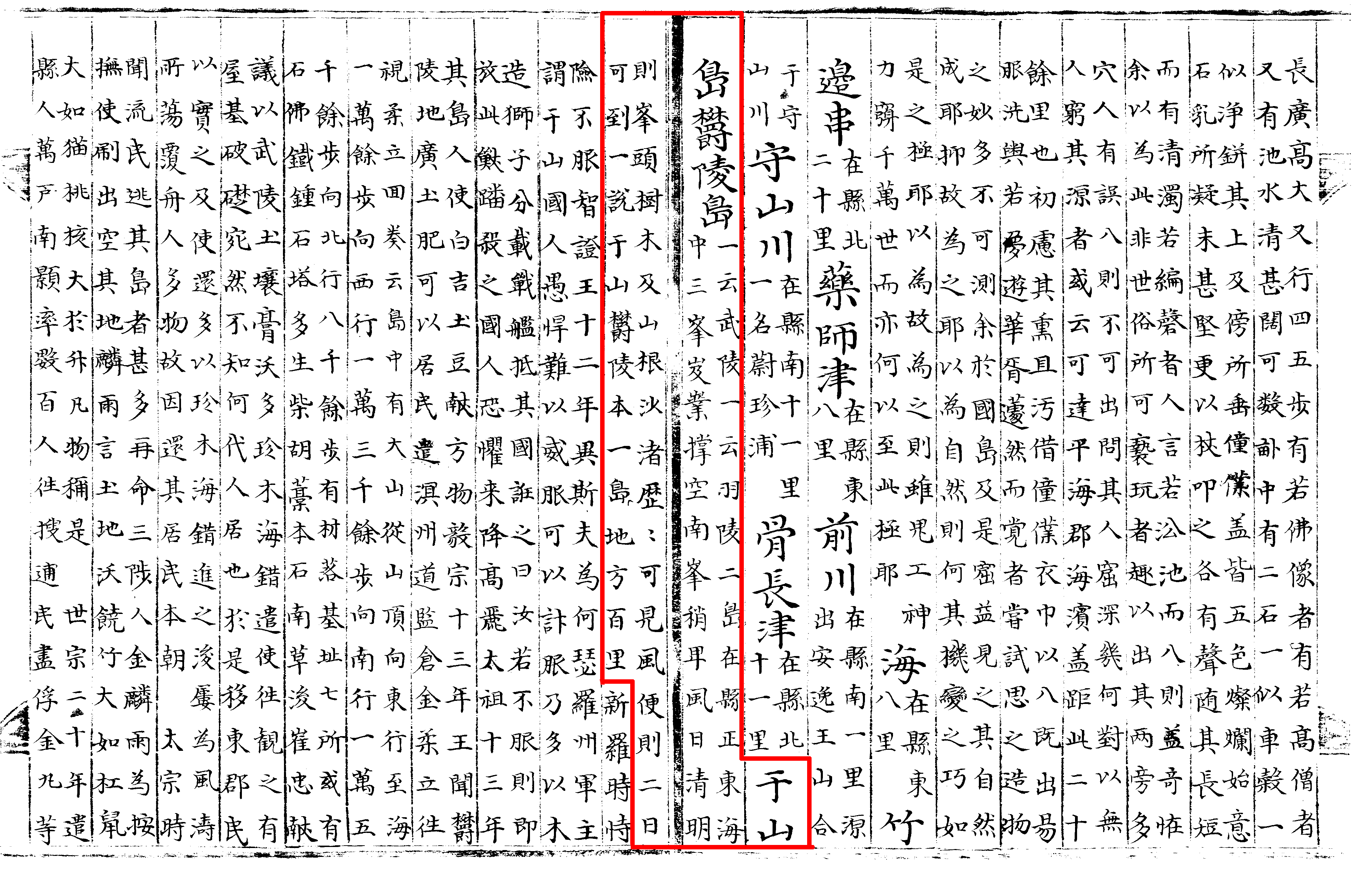
《東国輿地志》巻之七 江原道

《三国史记》说明了于山國在朝鲜三国时代時就已存在。在512年，新罗的将军異斯夫攻打于山国，使于山國向朝鮮本島臣服。不過，到了11世紀初，于山國受到女真族的海盜侵略而滅亡。
韩国人认为古代名称的于山島是和日本争执的独岛，但日本人认为于山岛是在鬱陵島接近的竹屿。
李氏朝鮮柳馨遠《東国輿地志》(1656), 
『東国輿地志』巻之七　江原道　蔚珍
 
于山島 欝陵島

一云武陵 一云羽陵 二島在県正東海中 三峯及業掌空 南峯梢卑 風日清明則峯頭樹木 及山根沙渚 歴々可見 風便則二日可到 一説于山 欝陵 本一島　地方百里

930年，《高丽史·太祖世家》：“丙午，芋陵岛遣白吉、土豆贡方物，拜白吉为正位，土豆为正朝。”1018年，《高丽史·显宗世家》：“以于山国被东北女真所寇、废农业，遣李元龟赐农器。”1022年，《高丽史·显宗世家》：“秋七月丙子，都兵马使奏：‘于山国民被女眞虏掠逃来者，处之礼州，官给资粮，永为编户。’从之。”

## 于山的地图

于山
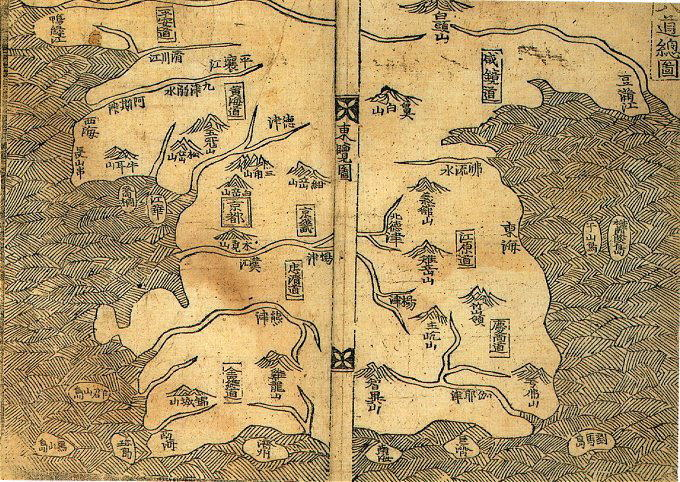
官撰《新増東国輿地勝覧》(1530)朝鮮八道總図
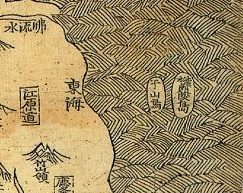
《新増東国輿地勝覧》(1530)朝鮮八道總図(部分:鬱陵島和于山島)
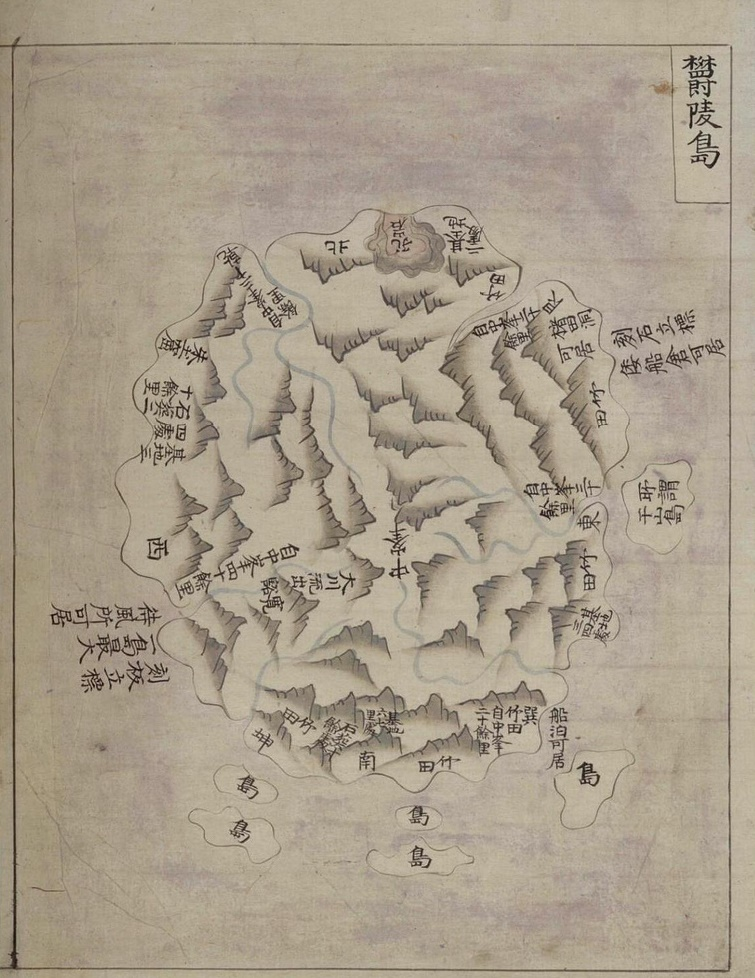
《廣輿圖》(1737-1776)鬱陵島和"所謂于山"
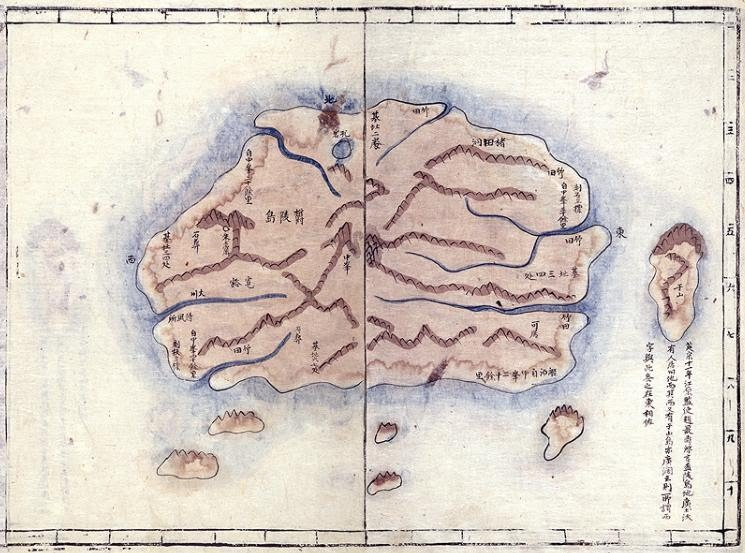
金正浩《大東輿地圖》(1861):(部分)鬱陵島和于山
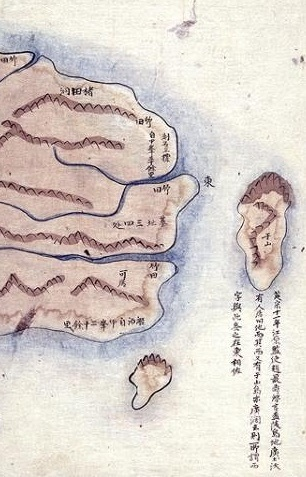
金正浩《大東輿地圖》(1861):(部分)于山和鬱陵島東岸
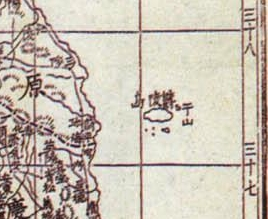
官撰《大韓地誌》（1899）大韓全図(部分):鬱陵島和于山